# Aphaniosoma eremicolum
Aphaniosoma eremicolum är en tvåvingeart som beskrevs av Ebejer 2008. Aphaniosoma eremicolum ingår i släktet Aphaniosoma och familjen gulflugor. Inga underarter finns listade i Catalogue of Life.